# 長岡弘樹
長岡 弘樹（ながおか ひろき、1969年 -）は、日本の小説家、推理作家。山形県山形市出身、在住。山形県立山形東高等学校、筑波大学第一学群社会学類卒業。

## 経歴
団体職員を経て、2003年「真夏の車輪」で第25回小説推理新人賞を受賞。2005年『陽だまりの偽り』で単行本デビューする。2011年に発売された『傍聞き』の双葉文庫版が、本の雑誌社が刊行する『おすすめ文庫王国2012』の国内ミステリー部門で第1位に選ばれると、ロングセラーとなり39万部を超えるヒットとなる。2013年に刊行した『教場』は警察学校を舞台にした新しいタイプの警察小説で、「週刊文春ミステリーベスト10」で第1位、「このミステリーがすごい!」で第2位、第11回本屋大賞で6位に選ばれた。2020年には木村拓哉主演でテレビドラマ化された。

## 文学賞受賞・候補歴
太字が受賞したもの
- 2003年 - 「真夏の車輪」で第25回小説推理新人賞受賞
- 2008年 - 「傍聞き」で第61回日本推理作家協会賞（短編部門）受賞[7]。
- 2014年 - 『教場』で第14回本格ミステリ大賞（小説部門）候補[8]。
- 2014年 - 『波形の声』で第17回大藪春彦賞候補。

## 作品リスト

### 単著

#### 教場シリーズ
- 教場（2013年6月 小学館 / 2015年12月 小学館文庫）
- 教場2（2016年2月 小学館 / 2017年12月 小学館文庫）
- 教場0 刑事指導官・風間公親（2017年9月 小学館 / 2019年11月 小学館文庫）
  - 収録作品：仮面の軌跡 / 三枚の画廊の絵 / ブロンズの墓穴 / 第四の終章 / 指輪のレクイエム / 毒のある骸
- 風間教場（2019年12月 小学館 / 2020年12月 小学館文庫）
- 教場X 刑事指導官・風間公親（2021年8月 小学館 / 2022年12月 小学館文庫）
  - 収録作品：硝薬の裁き / 妄信の果て / 橋上の残影 / 孤独の胎衣 / 闇中の白霧 / 仏罰の報い
- 新・教場（2023年3月 小学館 / 2025年7月 小学館文庫）
  - 収録作品：鋼のモデリング / 次代への短艇 / 殺意のデスマスク / 隻眼の解剖医 / 冥い追跡 / カリギュラの犠牲
- 新・教場2（2025年8月 小学館）
  - 収録作品：会意のトンネル / 不作為の鏡 / 遺恨の経路 / 黒白の極性 / 犯意の影法師 / 金盞花の迷い

#### その他の作品
- 陽だまりの偽り（2005年7月 双葉社 / 2008年8月 双葉文庫）
  - 収録作品：陽だまりの偽り / 淡い青のなかに / プレイヤー / 写心 / 重い扉が
- 傍聞き（2008年10月 双葉社 / 2011年9月 双葉文庫）
  - 収録作品：迷走 / 傍聞き / 899 / 迷い箱
- 線の波紋（2010年9月 小学館 / 2012年11月 小学館文庫）
- 波形の声（2014年2月 徳間書店 / 2017年2月 徳間文庫）
  - 収録作品：波形の声 / 宿敵 / わけありの街 / 暗闇の蚊 / 黒白の暦 / 準備室 / ハガニアの霧
- 群青のタンデム（2014年9月 角川春樹事務所 / 2016年7月 ハルキ文庫）
- 赤い刻印（2016年5月 双葉社 / 2019年3月 双葉文庫） - 表題作は『傍聞き』表題作に登場した刑事・羽角啓子が主人公
  - 収録作品：赤い刻印 / 秘薬 / サンクスレター / 手に手を
- 白衣の嘘（2016年9月 KADOKAWA / 2019年1月 角川文庫）
  - 収録作品：最後の良薬 / 涙の成分比 / 小医は病を医し / ステップ・バイ・ステップ / 彼岸の坂道
- 時が見下ろす町（2016年12月 祥伝社 / 2019年10月 祥伝社文庫）
  - 収録作品：白い修道士 / 暗い融合 / 歪んだ走姿 / 苦い確率 / 撫子の予言 / 翳った指先 / 刃の行方 / 交点の香り
- 血縁 (2017年3月 集英社 / 2019年9月 集英社文庫)
  - 収録作品：文字盤 / 苦いカクテル / オンブタイ / 血縁 / ラストストロー / 32-2 / 黄色い風船 / 小さな約束
- にらみ（2018年3月 光文社 / 2021年1月 光文社文庫）
  - 収録作品：餞別 / 遺品の迷い / 実況中継 / 白秋の道標 / 雑草 / にらみ / 百万に一つの崖
- 道具箱はささやく（2018年6月 祥伝社 / 2021年9月 祥伝社文庫）
  - 収録作品：声探偵 / リバーシブルな秋休み / 苦い厨房 / 風水の紅 / ヴィリプラカの微笑 / 仮面の視線 / 戦争ごっこ / 曇った観覧車 / 不義の旋律 / 意中の交差点 / 色褪せたムンテラ / 遠くて近い森 / 虚飾の闇 / レコーディング・ダイエット / 父の川 / ある冬のジョーク / 嫉妬のストラテジー / 狩人の日曜日
- 救済 SAVE（2018年11月 講談社）
  - 【改題】夏の終わりの時間割（2021年7月 講談社文庫）
    - 収録作品：三色の貌 / 最期の晩餐 / ガラスの向こう側 / 空目虫 / 焦げた食パン / 夏の終わりの時間割
- 119（2019年6月 文藝春秋 / 2022年3月 文春文庫）
  - 収録作品：石を拾う女 / 白雲の敗北 / 反省室 / 灰色の手土産 / 山羊の童話 / 命の数字 / 救済の枷 / フェイス・コントロール / 逆縁の午後
- 緋色の残響（2020年3月 双葉社 / 2023年6月 双葉文庫） - 羽角啓子の連作短編集
  - 収録作品：黒い遺品 / 翳った水槽 / 緋色の残響 / 暗い聖域 / 無色のサファイア
- つながりません スクリプター事件File（2020年6月 角川春樹事務所 / 2024年6月 ハルキ文庫）
- 幕間のモノローグ（2021年2月 PHP研究所 / 2024年1月 PHP文芸文庫）
- 巨鳥の影（2021年7月 徳間書店）
  - 収録作品：巨鳥の影 / 死んでもいい人なんて / 水無月の蟻 / 巻き添え / 鏡面の魚 / 白いコウモリ / 見えない牙 / 再生の日
- 殺人者の白い檻（2022年7月 KADOKAWA）
- 切願 自選ミステリー短編集（2023年3月 双葉文庫）
  - 収録作品：小さな約束 / わけありの街 / 黄色い風船 / 苦い確率 / 迷走 / 真夏の車輪
- 球形の囁き（2023年8月 双葉社） - 羽角啓子の連作短編集
  - 収録作品：緑色の暗室 / 球形の囁き / 路地裏の菜園 / 落ちた焦点 / 黄昏の筋読み
- 交番相談員 百目鬼巴（2025年4月 文藝春秋）
  - 収録作品：裏庭のある交番 / 瞬刻の魔 / 曲がった残効 / 冬の刻印 / 噛みついた沼 / 土中の座標

### アンソロジー
「」内が長岡弘樹の作品
- ショートショートの広場5（1994年3月 講談社文庫）「言えよ」
- ザ・ベストミステリーズ 2008 推理小説年鑑（2008年7月 講談社）「傍聞き」
  - 【分冊・改題】Doubt きりのない疑惑 ミステリー傑作選（2011年11月 講談社文庫）
- ザ・ベストミステリーズ 2010 推理小説年鑑（2010年7月 講談社）「波形の声」
  - 【分冊・改題】BORDER 善と悪の境界 ミステリー傑作選（2013年11月 講談社文庫）
- 現場に臨め（2010年10月 光文社カッパ・ノベルス / 2014年4月 光文社文庫）「文字板」
- ベスト本格ミステリ2012（2012年6月 講談社ノベルス）「オンブタイ」
  - 【改題】探偵の殺される夜 本格短編ベスト・セレクション（2016年1月 講談社文庫）
- ザ・ベストミステリーズ 2012 推理小説年鑑（2012年7月 講談社）「オンブタイ」
  - 【分冊・改題】Junction 運命の分岐点 ミステリー傑作選（2015年4月 講談社文庫）
- 奇想博物館（2013年12月 光文社 / 2017年5月 光文社文庫）「親子ごっこ」
- ベスト本格ミステリ2015（2015年6月 講談社ノベルス）「最後の良薬」
- ベスト本格ミステリ2016（2016年6月 講談社ノベルス）「にらみ」
- 短篇ベストコレクション 現代の小説2016（2016年6月 徳間文庫）「涙の成分比」
- 殺意の隘路（2016年12月 光文社 / 2020年5月 光文社文庫【下】）「夏の終わりの時間割」
- 猫ミス！（2017年10月 中公文庫）「四月のジンクス」
- 自薦 THE どんでん返し3（2019年1月 双葉文庫）「ハガニアの霧」
- 短篇ベストコレクション 現代の小説2019（2019年6月 徳間文庫）「傷跡の行方」
- ザ・ベストミステリーズ 2019 推理小説年鑑（2019年6月 講談社）「緋色の残響」
  - 【改題】2019 ザ・ベストミステリーズ（2022年4月 講談社文庫）
- 本格王2019（2019年7月 講談社文庫）「逆縁の午後」
- 喧騒の夜想曲（2019年12月 光文社）「巨鳥の声」
  - 【分冊・改題】喧騒の夜想曲 白眉編 Vol.2（2022年6月 光文社文庫）
- 医療ミステリーアンソロジー ドクターM（2020年7月 朝日文庫）「小医は病を医し」
- 超短編！ 大どんでん返し（2021年2月 小学館文庫）「最後の指導 『教場0 刑事指導官・風間公親』外伝」
- 刑事という生き方 警察小説アンソロジー（2021年3月 朝日文庫）「文字盤」
- Day to Day（2021年3月 講談社 / 2021年3月 講談社【愛蔵版】）「4/23 選考会」
- 猫はわかっている（2021年10月 文春文庫）「双胎の爪」
- 偽りの捜査線 警察小説アンソロジー（2022年6月 文春文庫）「裏庭のある交番」
- 陥穽の円舞曲（2022年11月 光文社）「0・00％の遺恨」
- Ｊミステリー2023 FALL（2023年10月 光文社文庫）「笑う君影草」
- 戸惑いの捜査線 警察小説アンソロジー（2024年6月 文春文庫）「噛みついた沼」
- Ｊミステリー2025 SPRING（2025年4月 光文社文庫）「名もない男」

### 未単行本化作品

#### 雑誌掲載短編
- Xデー（角川書店『野性時代』2010年10月号）
- 親子ごっこ（文藝春秋『オール讀物』2010年12月号）
- 痩せたい刑事（祥伝社『小説NON』2012年11月号）
- 黒い土 白い旗（実業之日本社『月刊ジェイ・ノベル』2013年3月号）
- 正しい誤配（角川書店『小説 野性時代』2013年5月号）
- 晴天の稲妻（KADOKAWA『小説 野性時代』2014年12月号）
- 暗いヤード（双葉社『小説推理』2017年9月号）
- 傷跡の行方（双葉社『小説推理』2018年3月号）
- 暗夜の岐路（新潮社『小説新潮』2018年9月号）
- 蜂蜜の背信（新潮社『小説新潮』2019年2月号）
- 長い指（新潮社『小説新潮』2019年9月号）
- 雨上がりの調書（祥伝社『小説NON』2019年10月号、11月号）
- 造花の賭け（祥伝社『小説NON』2019年12月号、2020年1月号）
- 冥土の絵馬（祥伝社『小説NON』2020年2月号、3月号）
- 藁の契り（祥伝社『小説NON』2020年6月号、7月号）
- 黒のハンコタンナ（祥伝社『小説NON』2020年7月号、8月号）
- 冷たい光芒（祥伝社『小説NON』2020年9月号、10月号）
- 雑草の呟き（祥伝社『小説NON』2020年11月号、12月号）
- 氷天下の再犯（祥伝社『小説NON』2021年1月号、2月号）
- 美声の迂回路（新潮社『小説新潮』2021年2月号）
- 裂けた類像（祥伝社『小説NON』2021年4月号、5月号）
- 双胎の爪（文藝春秋『オール讀物』2021年5月号）
- 土中の鈴音（祥伝社『小説NON』2021年6月号、7月号）
- 沈黙の紋理（祥伝社『小説NON』2021年8月号、9月号）
- 0・00％の遺恨（新潮社『小説新潮』2021年9月号）
- 直線の誘い（祥伝社『小説NON』2021年11月号 - 2022年1月号）
- 配偶者防衛（メイトガード）の夜（祥伝社『小説NON』2022年2月号 - 2022年4月号）

#### 連載
- 泳ぐカメレオン（幻冬舎『PONTOON』2011年8月号 - 、連載中）
- 告発（小学館『STORY BOX』2012年9月号 - 2014年4月号、連載終了）
- 私立暁星館大学教官室（講談社『メフィスト』2019 VOL.3 - 、連載中）

## メディア・ミックス

### テレビドラマ
- マザー・強行犯係の女〜傍聞き〜（2016年4月20日、テレビ東京系「水曜ミステリー9」枠、主演：南果歩、原作：傍聞き）
- 教場（2020年1月4日・5日、全2話、フジテレビ系、主演：木村拓哉、原作：『教場』シリーズ）
  - 教場II（2021年1月3日・4日、全2話）
  - 風間公親-教場0-（2023年4月10日 - 6月19日、全11話、「月9」枠）
- 赤い刻印〜ショカツ刑事・羽角啓子（2020年3月23日、TBS ※関東ローカル、主演：賀来千香子、原作：赤い刻印『赤い刻印』所収）

### ラジオドラマ
- 迷走（2015年1月24日、NHK-FM放送「FMシアター」、原作：迷走『傍聞き』所収）[9]

## メディア出演
- ネコメンタリー 猫も、杓子も。「長岡弘樹とふくとまり」（2022年8月17日、NHK Eテレ）[10]